# Ut pictura poesis
Ut pictura poesis — латинська фраза, яка буквально означає «Як живопис, так і поезія».
Ut pictura poesis; erit quae, si propius stes / te capiat magis, et quaedam, si longius abstes.

Мовби картина, поезія: кращою ця видається – 

Зблизька, а та — коли здалеку стати, за душу бере нас.

Фраза є цитатою з Epistola ad Pisones (Ars Poetica) (лат. = мистецтво поезії) римського поета Горація. Епістола була написана близько 15 року до нашої ери та адресована членам римської родини Пісонів. У так званому повчальному листі Горацій обговорює принципи живопису і поезії. Лист написаний гекзаметром, переклади зазвичай прозові. Український переклад виконаний гекзаметром Андрієм Содоморою.
Текст Горація мав глибокий вплив на поетику Середньовіччя та Відродження і обговорювався такими авторами, як Олександр Поуп, Дені Дідро та Готхольд Ефраїм Лессінг аж до епохи Просвітництва. Твердження ut pictura poesis було одним із аргументів у дискусії про Парагоне раннього Нового часу, в якій оскаржувалося верховенство різних мистецтв.